# Curtil-sous-Burnand
 Curtil-sous-Burnand  es una comuna y población de Francia, en la región de Borgoña, departamento de Saona y Loira, en el Distrito de Mâcon y cantón de Saint-Gengoux-le-National.
Está integrada en la Communauté de communes entre Grosne et Guye.

## Demografía
| 164 | 161 | 157 | 134 | 130 | 138 |
| Para los censos de 1962 a 1999 la población legal corresponde a la población sin duplicidades (Fuente: INSEE [Consultar]) |     |     |     |     |     |